# Yport
Yport è un comune francese di 959 abitanti situato sul mare, di fronte al Canale della Manica, tra due alte falesie, nel dipartimento della Senna Marittima nella regione della Normandia.
In passato dedito alla pesca, oggi Yport è una rinomata località turistica della Costa d'Alabastro, con due alberghi, cinque ristoranti, numerose case in affitto settimanale, una bellissima spiaggia, un casinò e numerose attività sportive e di divertimento.

## Geografia fisica

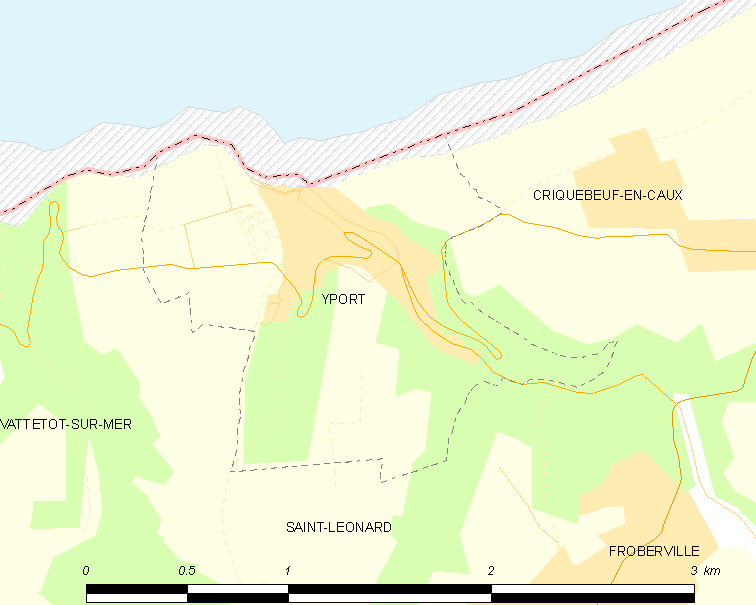
Situazione di Yport

## Storia

### Simboli
Lo stemma è stato creato all'inizio del 1900. Le figure nel capo rappresentano i vari signori che si sono succeduti a Criquebeuf-Yport. Il leone proviene dal blasone della famiglia d'Estouteville, primi signori di cui si ha notizia; i martelli sono simbolo dei Martel de Basqueville, feudatari del XVI secolo; la rana ricorda l'appartenenza di Yport alla castellania di Rames nel XVII secolo. L'ambiente boschivo è rappresentato dai sei pioppi che circondano una Y, iniziale del comune. Al centro, un'imbarcazione simbolizza la storia e l'attività marittima del comune.

## Società

### Evoluzione demografica

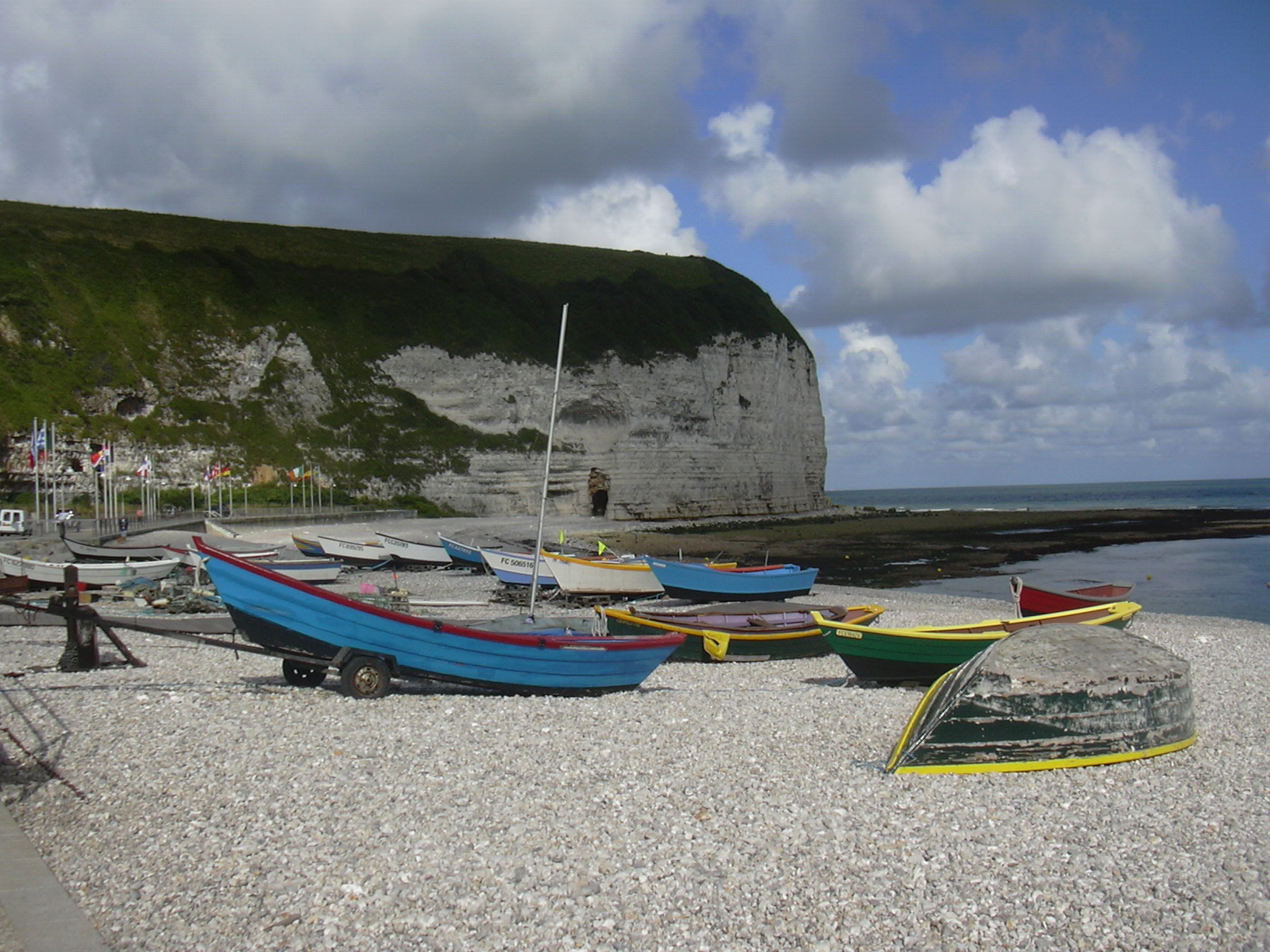
spiaggia occidentale e Falaise d'Aval

Abitanti censiti